# Sakura Trick
Sakura Trick (jap. 桜Trick Sakura torikku) – czteropanelowa manga z gatunku yuri autorstwa Tachi, publikowana na łamach magazynu „Manga Time Kirara Miracle!” wydawnictwa Hōbunsha od marca 2011 do sierpnia 2017.
Na podstawie mangi Studio Deen wyprodukowało serial anime, który emitowany był od stycznia do marca 2014.

## Fabuła
Haruka Takayama i Yū Sonoda w gimnazjum były nierozłączne, ale kiedy rozpoczynają naukę w liceum, okazuje się, że siedzą po przeciwnych stronach klasy. Ponieważ teraz muszą spędzać czas z nowymi przyjaciółkami, postanawiają uczynić swój związek wyjątkowym, całując się potajemnie.

## Bohaterowie
- Haruka Takayama (jap. 高山 春香 Takayama Haruka)

Seiyū: Haruka Tomatsu 
Najlepsza przyjaciółka Yū od czasów gimnazjum. Często nieświadomie stawia jej wymagania (np. całuje ją tylko po to, by była cicho), choć Yū zaczyna to robić coraz częściej bez osobistej prośby Haruki. Czasami jest niezwykle zazdrosną i czepliwą osobą, jak opisuje to Yū. Żywi wobec niej romantyczne uczucia, co jest powodem, dla którego bardziej niż Yū dotyka ją układ siedzeń w klasie.
- Yū Sonoda (jap. 園田 優 Sonoda Yū)

Seiyū: Yuka Iguchi 
Najlepsza przyjaciółka Haruki od czasów gimnazjum. Często zachowuje się bardziej zachowawczo niż Haruka, ale czasami ulega jej prośbom. Yū proponuje, aby ona i Haruka zrobiły razem coś specjalnego, aby uspokoić rosnącą niepewność Haruki odnośnie ich przyjaźni. Jednakże to, co miało być sposobem na pocieszenie zasmuconej przyjaciółki, wkrótce przeradza się w coś więcej. Uwielbia jedzenie o smaku zielonej herbaty matcha. Odwzajemnia również romantyczne uczucia Haruki. Za każdym razem, gdy Haruka próbuje zmusić ją do pocałunku, Yū jest zakłopotana, ale od czasu do czasu całuje ją bez uprzedzenia.
- Kotone Noda (jap. 野田 コトネ Noda Kotone)

Seiyū: Yūka Aisaka 
Bystra i energiczna dziewczyna, która chodzi do tej samej klasy co Haruka i Yū. Chociaż pochodzi z bogatej rodziny i podobno jest zaręczona, obecnie mieszka z Shizuku i żywi do niej romantyczne uczucia, a także jest z nią w związku.
- Shizuku Minami (jap. 南 しずく Minami Shizuku)

Seiyū: Hiromi Igarashi 
Koleżanka z klasy Haruki i Yū. Zwykle ma skwaszoną minę, ale zmusza się do uśmiechu, gdy jest zdenerwowana. Łączy ją także romantyczna więź z Kotone, która przyznała, że ją lubi.
- Kaede Ikeno (jap. 池野 楓 Ikeno Kaede)

Seiyū: Mai Fuchigami 
Przedstawicielka klasy Haruki i Yū. Mimo że lubi dokuczać innym i płatać im figle, jest dość spostrzegawcza, zwłaszcza jeśli chodzi o to, co mogą planować Haruka i Yū. Chodziła do gimnazjum z Yuzu i Kotone, a także ma dwójkę rodzeństwa – brata i siostrę.
- Yuzu Iizuka (jap. 飯塚 ゆず Iizuka Yuzu)

Seiyū: Megumi Toda 
Koleżanka z klasy Haruki i Yū, która przyjaźni się z Kaede od czasów podstawówki. Ma dwa ahoge, które przypominają liście prawdziwego yuzu i często mylnie nazywana jest Mikan przez Mitsuki. Jest bardzo chłopięca i wysportowana, a także dobrze tańczy.
- Mitsuki Sonoda (jap. 園田 美月 Sonoda Mitsuki)

Seiyū: Saki Fujita 
Starsza siostra Yū i przewodnicząca szkolnej rady uczniowskiej. Podkochuje się w Haruce i próbuje dowiedzieć się, czy ta jest w związku z Yū, szpiegując ją i próbując się do niej zbliżyć. Podobnie jak jej siostra, bardzo lubi jedzenie o smaku herbaty matcha.
- Sumi Otokawa (jap. 乙川 澄 Otokawa Sumi)

Seiyū: Momo Asakura 
Uczennica drugiego roku, która zastępuje Mitsuki na stanowisku przewodniczącej rady uczniowskiej po ukończeniu przez nią szkoły. Często stara się mówić w specyficzny sposób, kończąc zdania słowami „no ja”, ponieważ uważa, że normalne mówienie jest dla niej zbyt krępujące. Ma też zwyczaj dotykania piersi innych dziewcząt. Jej przyjaciółki nazywają ją „Sumisumi”.
- Rina Sakai (jap. 坂井 理奈 Sakai Rina)

Seiyū: Yurika Endō 
Wiceprzewodnicząca rady uczniowskiej i koleżanka z klasy Mitsuki, w której jest zakochana, chociaż wie, że ta podkochuje się w Haruce.
- Shinobu Noda (jap. 野田 シノブ Noda Shinobu)

Seiyū: Asuka Nishi 
Młodsza siostra Kotone, która często jest zazdrosna o to, że Shizuku jest blisko Kotone. Wydaje się rozwydrzona i zachowuje się ostro w stosunku do Shizuku, ponieważ w przeszłości Kotone zawsze zostawiała ją, by bawić się z Shizuku.
- Ai Kawato (jap. 川 藤藍 Kawato Ai)

Seiyū: Yumiri Hanamori 
Koleżanka z klasy Haruki i Yū.
- Akiko Ōsaki (jap. 大崎 秋子 Ōsaki Akiko)

Seiyū: Wakako Imai 
Koleżanka z klasy Haruki i Yū.
- Ayumi Yoshida (jap. 吉田 歩美 Yoshida Ayumi)

Seiyū: Hitomi Ōwada 
Koleżanka z klasy Haruki i Yū.
- Akane Niimura (jap. 新村 茜 Niimura Akane)

Seiyū: Mayu Iizuka 
Koleżanka z klasy Haruki i Yū.
- Yukako Mochida (jap. 持田 由香子 Mochida Yukako)

Seiyū: Kaori Sadohara 
Nauczycielka w liceum Haruki i Yū.
- Akira Kitani (jap. 木谷有香 Kitani Akira)

Seiyū: Shieri Fuji 
Nauczycielka w liceum Haruki i Yū.
- Rodzice Haruki (jap. 春香の両親 Haruka no ryōshin)

(Matka) Seiyū: Makiko Nabei 
(Ojciec) Seiyū: Kenichiro Matsuda 
- Kabo Sonoda (jap. 園田 家母 Sonoda Kabo)

Seiyū: Chie Matsura 
Matka Yū i Mitsuki.
- Kafu Sonoda (jap. 園田 家父 Sonoda Kafu)

Seiyū: Eiichirou Tokumoto 
Ojciec Yū i Mitsuki.
- Młodsze rodzeństwo Kaede (jap. 楓の兄弟 Kaede no kyōdai)

(Brat) Seiyū: Yuka Saitō 
(Siostra) Seiyū: Kaori Sadohara 

## Manga
Manga była publikowana w magazynie „Manga Time Kirara Miracle!” wydawnictwa Hōbunsha od 17 marca 2011 do 16 sierpnia 2017. Ukazała się również w ośmiu tomach tankōbon wydawanych między 27 sierpnia 2012 a 27 września 2017.
| Nr | Data wydania (język japoński) | ISBN (język japoński) |
| -- | ----------------------------- | --------------------- |
| 1  | 27 sierpnia 2012              | ISBN 978-4832241879   |
| 2  | 27 lutego 2013                | ISBN 978-4832242685   |
| 3  | 26 października 2013          | ISBN 978-4832243606   |
| 4  | 27 lutego 2014                | ISBN 978-4832244108   |
| 5  | 25 grudnia 2014               | ISBN 978-4832245075   |
| 6  | 27 października 2015          | ISBN 978-4832246270   |
| 7  | 27 października 2016          | ISBN 978-4832247567   |
| 8  | 27 września 2017              | ISBN 978-4832248731   |

## Anime
W sierpniowym wydaniu magazynu „Manga Time Kirara Miracle!” zapowiedziano, że na podstawie mangi powstanie 12-odcinkowy telewizyjny serial anime. Seria została wyprodukowana przez Studio Deen, za reżyserię odpowiadał Kenichi Ishikura, a postacie zaprojektowała Kyūta Sakai. Serial emitowany był w stacji TBS i innych od 9 stycznia do 27 marca 2014, a także transmitowany w Ameryce Północnej przez Crunchyroll. Motywem przewodnim jest „Won（*3*）Chu KissMe!” autorstwa Haruki Tomatsu, Yuki Iguchi, Yuki Aisaki, Hiromi Igarashi, Mai Fuchigami i Megumi Tody, natomiast motyw końcowy, zatytułowany „Kiss (and) Love”, wykonały Tomatsu i Iguchi. Motywem przewodnim odcinka ósmego jest „Sakura Sweet Kiss” w wykonaniu Saki Fujity, Momo Asakury i Yuriki Endō.